# EarthBound
EarthBound, conocido en Japón como Mother 2: Giygas Strikes Back (MOTHER2ギーグの逆襲 Mazā Tsū Gīgu no Gyakushū?,  en español: Mother 2: Giygas Contraataca) es un videojuego de rol que fue lanzado en Japón el 27 de agosto de 1994 y el 5 de junio de 1995 para la consola Super Nintendo Entertainment System (SNES). A diferencia de otros juegos de ese tipo, sitúa la historia en un contexto más "real" y contemporáneo. Es la segunda entrega de la saga y uno de los dos juegos que salió de Japón (junto con Mother). En el 2006 se lanzó una secuela para el mercado japonés llamada Mother 3 disponible para la consola Game Boy Advance. Aunque inicialmente fue planeada para Nintendo 64, se retrasó y se tuvo que lanzar en la portátil antes mencionada. El 18 de julio de 2013, EarthBound se lanzó en la eShop de Wii U después de muchas peticiones por parte de los seguidores, se lanzó una versión para la Nintendo 3DS en el 23 de marzo de 2016 y el 9 de febrero de 2022 fue añadido al catálogo de Nintendo Switch Online.
El juego permite la exploración, donde los personajes recorren diferentes zonas en las que pueden recoger diversos objetos para su uso, charlar con los personajes no jugables y visualizar a los enemigos que varían según la zona, pudiendo luchar contra ellos para ganar experiencia o ignorarlos en momentos críticos.
En términos generales, en el juego no se adquieren armas convencionales de otros juegos de rol, como espadas y arcos, sino yo-yos, bates de béisbol, sartenes o tirachinas. En vez de armaduras se equipan trajes de deporte o vestidos, dando un giro total al clásico concepto de juego de rol. Dichos objetos se pueden adquirir comprándolos en distintas tiendas (con el dinero que el padre de Ness le deposita en su tarjeta de débito y que se puede tomar en los cajeros marcados con las letras «ATM») a diversos precios, siendo los más caros mejores que los baratos. Esto es crucial en las peleas, puesto que estos artículos mejoran los atributos de los personajes en combate como el ataque y la defensa.
El juego también posee efectos negativos para los personajes, tales como:
Envenenamiento: provocado con ataques de ciertos enemigos, como serpientes. Efecto de champiñón: hace que los controles del jugador pierdan el sentido que tienen normalmente (por ejemplo, que presionar el botón derecho dirija hacia arriba en vez de hacia la derecha). Este efecto, causado por las setas limítrofes de las cuevas de Twoson, es curado por ancianos de los hospitales, pues las enfermeras no los curan. Sentirse extraño: causa confusión en los personajes, haciendo que se ataquen entre ellos o a sí mismos. Insolación: no se adquiere en batalla, sino en sitios calurosos como Dusty Dunes Desert -un desierto que hay entre Threed y Fourside- o en el desierto de Dalaam.
Además, en vez de magia, existen poderes psíquicos llamados PSI (PK en la versión japonesa), habiéndolos de diferentes tipos y efectos. Por ejemplo, PSI Fire causa daños en una fila de enemigos, PSI Brainshock hace que el enemigo se sienta "extraño" y PSI Flash de Ness causa una gran cantidad de efectos sobre los enemigos, e incluso puede llegar a derrotarlos.

## La historia
En el año 199X, en un pueblo llamado Onett cae un meteorito en la Tierra, exactamente en una colina cerca de la casa de Ness, despertándolo a él, a su familia, sus vecinos y alertando a las autoridades del pueblo.
Ness va a ver qué pasa, pero los policías no le dejan ver el meteorito, pues lo están investigando, así que vuelve a casa. Más tarde, esa misma noche, llega Pokey, el vecino de Ness, pidiéndole que le acompañara para ir a buscar a su hermano, quien había ido a ver el meteorito.
Al llegar a la zona de impacto del meteorito encuentran a Pikey, el hermano menor de Pokey, quien solo estaba durmiendo cerca de ahí. Los tres por curiosidad observan el meteorito, desde donde sale un chorro de luz y alienígena con forma de escarabajo rinoceronte llamado Buzz Buzz. Este afirma que viene del futuro para narrarles la leyenda de tres niños y una niña que salvarían al planeta Tierra de Giygas, "el destructor cósmico universal", que está amenazando a la madre Tierra y está haciendo que la paz del universo se quiebre.
Después vuelven a casa, pero antes de llegar enfrentan un "Starman Jr.", servidor de Giygas, quien acusa a Buzz Buzz de traidor y amenaza con acabarlo. Después de derrotar al enemigo, Ness va a casa de Pokey para hablar con los padres de su "amigo" sobre lo sucedido.
Por desgracia, la madre de Porky confunde a Buzz Buzz con un simple abejorro y lo mata. Antes de morir, Buzz Buzz cuenta a Ness que hay ocho santuarios alrededor del mundo y que tiene que ir a cada uno de ellos para recolectar las ocho melodías de dichos lugares y así hacerse más fuerte para enfrentarse a Giygas y que también Giygas está controlando a los animales, personas y objetos para evitar que este pueda cumplir su objetivo de salvar el universo de la destrucción. Buzz Buzz le dice que el primer santuario está al lado de Onett, en la zona conocida como Giant Step (en español, "Pisada Gigante").
Después Ness va a ver a Lier X. Agerate, un amigo que quería mostrarle un secreto. Ness lo sigue hasta el final de unas cuevas donde Lier X. Agerate desenterró una misteriosa estatua sin saber que es un transmisor de energía maligna creado para esparcir la influencia de Giygas: la Evil Mani Mani.
Ness trata de llegar a Giant Step, pero el camino está bloqueado por una casa cerrada. Para conseguir la llave tiene que enfrentar al líder de una pandilla y a su robot. Tras derrotarlo Ness se dirige a Giant Step atravesando unas cuevas hasta encontrar un enemigo que dice ser el protector del santuario. Después de vencerlo sale de las cuevas y accede al santuario de Giant Step, un lugar en las colinas de Onett con una marca con forma de huella humana gigante (la cual le da el nombre).

## Personajes
- Ness:  personaje del juego de rol que jamás habla y el primer personaje controlado al principio de la aventura. Ness tiene 12 años (13 en la versión americana del juego), es un aficionado al béisbol y vive en Onett. Trigueño y de cabello negro, siempre lleva una gorra de seguidor de béisbol. En batalla es poco veloz y fuerte, posee muchos puntos de defensa y tiene muchos poderes de defensa y curativos. Tiene mucha salud pero poca habilidad ofensiva. A pesar de ello, sus pocos poderes ofensivos son muy fuertes (pero escasos), los cuales son PSI Rockin (que daña a todos los enemigos en pantalla) y PSI Flash, que provoca que los enemigos lloren incontroladamente o inclusive derrotarlos a la primera, pero consumen muchos puntos psíquicos. Su principal arma es un bate de béisbol debido a su afición dicha anteriormente. Cuando obtuvo el octavo santuario, Ness vio una visión del pasado y vio su yo mismo de bebé, sabiendo que su destino quedó marcado desde que nació.
- Paula: chica rubia, blanca y de ojos azules. Tiene 12 años y es la segunda que se une al equipo. Vive en Twoson, una ciudad ubicada al sur de Onett, en una casa que también funciona como un jardín de infancia. Paula puede tener contacto telepático con otras personas y predecir el futuro. En la batalla es rápida (por lo general ataca primera), débil físicamente, tiene muchos puntos de suerte y tiene poderes psíquicos ofensivos muy poderosos como PSI Freeze -que provoca mucho daño al enemigo y puede inclusive congelarlo- o PSI Fire, que daña a los enemigos de una fila entera. Se podría decir que es el contrapunto de Ness en cuanto en aspectos de combate se refiera, por lo que se complementan. También tiene unos cuantos poderes defensivos muy útiles. Además cuenta con la habilidad "Rezar" (Pray) de resultados impredecibles y puede cambiar totalmente el curso del combate, normalmente a su favor como curar a los aliados o incluso revivirlos, pero en otros muy negativos como revivir a un enemigo caído en combate. Como arma principal utiliza una sartén.

- Jeff: es el tercero que se une al grupo, después de rescatar a Ness y Paula de un aprieto cuando fueron atacados y noqueados por muchos zombis y fantasmas en el hotel de Threed. En apariencia física es blanco, rubio y lleva unos anteojos. Vive en un internado escolar en Winters, Foggyland, junto con otros compañeros. A diferencia del resto del equipo, Jeff no tiene poderes psíquicos, pero es muy inteligente (lo que se refleja en sus muchos puntos de inteligencia), siendo capaz de arreglar artefactos y de construir herramientas útiles tanto para batalla -como el Slime Generator, que puede pringar al enemigo- como para la aventura (siendo capaz de arreglar un submarino amarillo y el Sky Runner). En batalla es más veloz que Ness y tiene buena resistencia. Como habilidad en batalla tiene "Espiar" (Spy), que dice las debilidades( no siempre) a los PSI y todas las estadísticas del enemigo, así como si este porta un objeto. Su principal arma son las pistolas.

- Poo: es el último que se une a la aventura, y en una ocasión no estará disponible (al salir de la pirámide en Scaraba, porque tiene que aprender PSI Starstorm). Es blanco, con uniforme de karateca y lleva una coleta como peinado. Poo es el príncipe de Dalaam (un reino encimado en una nube en la región de Chommo), admirado por todas las chicas del lugar. Él sigue el entrenamiento meditativo Mu. Cuando aparece por primera vez, su maestro le indica que debe realizar su última prueba para poder unirse con Ness y sus amigos. En batalla es rápido (después de Paula) y fuerte. Tiene poderes psíquicos tanto curativos como ofensivos, aunque no son abundantes. Sin embargo, puede aprender PSI StarStorm, un poder psíquico ofensivo muy poderoso. Se podría decir que es la combinación de poderes psíquicos de Ness y Paula. Como habilidad en batalla tiene "Espejo" (Mirror), que copia el último ataque enemigo hacia él hasta el final de la batalla. Su principal "arma" son las manos desnudas, aunque se le puede equipar con una espada llamada "Espada de los Reyes" oculta en el juego y difícil de obtener, volviéndole muy poderoso.

- Giygas: es el villano principal del juego. Su apariencia se asemeja a una multitud de caras rojas retorcidas que parecen sufrir. Su maldad y poder han llegado a tal grado que destruyeron su mente y ahora es un ser completamente irracional que amenaza con destruir el universo y todas las formas de vida de este, sin algún propósito apreciable o aparente. Durante el transcurso del juego no se revela ni el más mínimo detalle sobre cómo es. Tiene muchísimos puntos de salud y es inmune al daño físico, por lo que en la batalla final solo se lo puede dañar con ataques psíquicos y que Paula rece durante el combate. Su batalla tiene cinco fases, la primera donde está contenido en la Devil Machine luchando junto a Porky -quien ahora es su mano derecha- y las otras cuatro donde sale de esta a petición de Ness y sus amigos para que Porky libere a este siniestro ser de su contenedor. Durante la batalla, este dirá diálogos como ".....Ness...", , "No está bien... no está bien... no está bien...", "...Estoy tan triste... Ness.", "Ah, Grrr, Ohhh...", "...Estoy f... e... l... i... z...", "...Duele, ...duele...", "Argh... ¡Yaagh!...", "Me duele, Ness...", repetir continuamente el nombre de Ness, "¡Ness!", "...amigos...", "...v...e...t...e..." o "Me siento... b... i... e... n...", lo que sumado a su perturbadora apariencia y tema musical vuelven la batalla frenética y espeluznante.

- Buzz Buzz (ブンブーン Bunbuun): un viajero en el tiempo de diez años en el futuro, llega en la época de Ness por el meteorito que se estrelló en el norte de Onett. Le informa a Ness del plan de Giygas y lo envía a su aventura. Su forma es la de un insecto parecido a un escarabajo rinoceronte.

## Los combates
Los combates en EarthBound usan un sistema de pelea por turnos. Típicamente, un combate comienza mostrando un escenario representativo de donde nos hemos encontrado el monstruo antes de empezar la batalla y se ven las animaciones de los personajes o de los monstruos. Los combates se desarrollan desde una perspectiva frontal al enemigo, detrás de un fondo psicodélico animado dependiendo del personaje contra el que se luche. Las animaciones de los ataques tanto físicos y como psíquicos son simples.
A excepción de Jeff, los protagonistas disponen de habilidades psíquicas para el combate, tanto ofensivas y defensivas. Estas consumen los llamados "puntos psíquicos". Por lo general, dependiendo de cuán útil sea, mientras más poderosa sea la habilidad, más puntos psíquicos consumirá, La salud de los personajes está medida con "HP", que en español sería "PS"/"Puntos de Salud" (a manera de contador, si este llega a cero el personaje quedará "inconsciente", sin poder atacar ni ser atacado. Para quitar ese efecto negativo se debe ir al hospital más cercano tras el combate y curarlo a cambio de algunos dólares del juego, o usando una "Cup Of Lifenoodles" -en español, "Bote de Tallarines de la Vida", o un "Horn of life" -en español, "Cuerno de vida".
Los monstruos se disponen por filas, las cuales se distribuyen de distintas maneras dependiendo de los enemigos con los que se deba luchar.
Aparte de los estados ya mencionados como "paralizado" (que provoca que los personajes no puedan atacar físicamente -solo podrán usar sus poderes psíquicos- a excepción de Jeff), "dormido"  (que provoca que los personajes duerman sin poder atacar ni defenderse) o "endiamantado" (que ocasiona que el personaje que lo padezca quede indefenso e inmóvil), hay otros peculiares como "enchapiñonado" o "sensación extraña", los cuales ocasionan que los personajes se ataquen a ellos mismos o a sus aliados, o brinden ventajas a sus enemigos dependiendo de las acciones escogidas. También en el combate aparecen estados pasajeros como "ataque de risa", "el enemigo se disculpa" o que Ness se deprima durante el combate por estar fuera de casa mucho tiempo, afectando el transcurso de este. Otro detalle de los combates es cómo describe con detalle cada uno de sus movimientos en el combate. No se limitan a decir el nombre del ataque, o que este falló o que usa tal objeto, sino, además, frases como "el enemigo se cayó", "Pokey se coloca detrás de Ness", "Paula se recubrió con un escudo PSI" o "el escudo de Ness desapareció", entre otros, según las circunstancias.
Mientras que los combates en otros juegos de rol al derrotar al enemigo este simplemente desaparece, la forma que tienen de desaparecer los monstruos en EarthBound tiene muchos más detalles. No se limitan a desaparecer sin más o el típico "Has acabado con <<enemigo>>", sino que varía según el enemigo. Por ejemplo, aparece "El perro se domesticó" si se derrota en combate a un perro callejero, si acabas con un zombi: "El zombi se hizo polvo", o si acabas con una guitarra eléctrica, "La guitarra eléctrica dejó de moverse", etc; haciendo muy ameno el juego.
También cabe mencionar que el número de monstruos que aparecerán en combate depende únicamente de los monstruos con que uno se tope o que se unan cuando se encuentra a uno en la aventura y sale la animación de entrar en combate. Se puede decir que los combates en EarthBound, pese a ser muy estáticos o tener efectos simples, dan una sensación de dinamismo con toda la información que ofrece este en combate en todo momento.
Victoria instantánea: en algunos casos, cuando se entra en una pelea contra un enemigo débil, se gana automáticamente sin necesidad de luchar. Esto se basa en la velocidad, el poder ofensivo y el estado. Tener efectos negativos como envenenamiento o parálisis impedirán ganar instantáneamente, por lo que se deberá batallar.
Huida rápida: la probabilidad de éxito al escapar de una pelea está dada según la velocidad de los personajes, y esta se compara con la de los enemigos: si los personajes son más rápidos que los contrincantes, entonces el índice de aumentará, y en caso contrario se reducirá.
Índice de fallar un ataque: la probabilidad de fallar los ataques físicos (no PSI) es de 1/16. Padecer de náusea o lagrimeo incontrolable aumentará dicha probabilidad a 8/16.
Defenderse: ponerse en guardia reducirá el daño recibido un 3/4 (pero solo contra los físicos: no protege de daños psíquicos, excepto si se usa un escudo PSI). Entre los daños que serán reducidos por protegerse están:
```
- Arañar con garras afiladas
- Dar un puñetazo
- Iniciar un ataque continuo
- Ataque con una mandíbula de trituración
- Blandir un cuchillo
- Mover violentamente la cola
- Dar un palazo o un carterazo
- Girar el Aro Ula-Ula
- Golpear con un patinente
```

## Atributos en combate
Son las estadísticas de combate tanto de los personajes, enemigos y jefes del juego. Es posible incrementarlos con ciertos objetos, aunque por lo general se debe subir de nivel, y para conseguirlo hay que ganar combates. Antes de seguir cabe aclarar que si un aliado es derrotado en combate pero al final el jugador gana la lucha sin haberlo curado de la inconsciencia, dicho personaje sí va a recibir puntos de experiencia. Los atributos del juego son:
- HP (Health Points): son los puntos de vida de los personajes, enemigos y jefes. Cuando un rival es derrotado desaparecerá de la pantalla de combate, mientras que si un personaje es dañado sus puntos de salud irán reduciéndose progresivamente, dando la ocasión de curarlo y así evitar que quede inconsciente, si se es lo bastante rápido como para prevenirlo. Si algún integrante del equipo se queda sin HP no podrá luchar ni usar sus habilidades PSI. Para regresarlo a la normalidad es necesario acudir a las enfermeras de los hospitales y a cambio de dinero, quitarán el efecto de inconsciencia, también se puede usar la habilidad Healing γ o Healing Ω (aunque no siempre funciona) de Ness y Poo (aunque requieren estar en un nivel alto para desbloquear esta habilidad) o los objetos "Cup of Lifenoodles" o "Horn of life".

- PP (Psychic Points): son los puntos psíquicos que están representados justo debajo de los de salud. Está medido por números que se reducen si se usa alguna habilidad psíquica, cabe mencionar que también hay enemigos capaces de reducir los puntos PSI. Cuando estos puntos llegan a cero, no se podrán usar habilidades psíquicas o si la habilidad consume más puntos de los que el personaje dispone en ese momento. Las maneras de restablecer el poder psíquico son encontrar unas mariposas en la zona (estas solo aparecen fuera de combate en los escenarios y lo hacen de forma predeterminada), consumiendo algunos alimentos en específico como el PSI Caramel o el Brain Lunch, usando el PSI Magnet en combate contra enemigos que dispongan de poder psíquico (aunque solo Paula y Poo pueden usar dicha habilidad), curar a los personajes del estado negativo inconsciente o dormir en algunas partes específicas de algunos mapas como en los hoteles o en casas de ciertos NPC (personajes no jugables).

- Ofensa: puntos de ataque de los personajes. Cuantos más puntos ofensivos tengan, más poderosos y letales serán sus ataques contra sus adversarios. Paula es la integrante del equipo con más puntos ofensivos.

- Defensa: puntos que miden la resistencia de los personajes frente a los daños. A más puntos, mayor reducción del daño recibido. El personaje con más puntos de defensa es Ness y la que tiene menos puntos es Paula.

- Inteligencia: puntos que miden la precisión del ataque. En algunas ocasiones, los ataques fallan (por la probabilidad de falla o si se ha adquirido el estado de lagrimeo incontrolable) e igualmente pueden ser esquivados por los enemigos (a excepción de los ataques psíquicos porque tienen una precisión perfecta). Jeff es el personaje más inteligente y preciso del grupo. Un nivel de inteligencia alto le permitirá también a Jeff reparar objetos defectuosos, y convertirlos en armas poderosas, como bazucas, o pistolas láser.

- Suerte: puntos que representan estadísticamente la capacidad que tienen los personajes y enemigos para esquivar los ataques de sus contrincantes. El personaje con más puntos de suerte es Paula, para compensar sus pocos puntos de salud que tiene, siendo el segundo Jeff.

- Velocidad: determina quién atacará antes o después de cada personaje. Por lo general, la que ataca o actúa primero es Paula debido a que es muy rápida en combate. En otras ocasiones, es Poo.

- Agallas: determinan estadísticamente la probabilidad de causar daños críticos a los enemigos, es decir, de duplicar el daño que normalmente haría un ataque. Hay algunos alimentos que, en caso de consumirse, pueden tener el efecto de aumentar las agallas de los personajes temporalmente. Ness es el personaje con más agallas del juego.

## Censura y diferencias
El juego tuvo varias censuras entre las ediciones japonesas y las americanas debido a las estrictas reglas de Nintendo. Algunas de estas son:
- En la versión americana del juego, Ness lleva un pijama al llegar a Magicant, pero en la versión japonesa está desnudo. La censura se debe a que Nintendo of America consideró que esto era incluir "erotismo" en un videojuego infantil.

- En la versión japonesa del título, los hospitales llevaban una cruz roja. Estas fueron eliminadas debido a que la Cruz Roja es un símbolo con marca. No obstante, se dejó alguna por error en otros contextos.

- En Fourside, los carteles dicen "café" en la versión americana, sin embargo, en la versión japonesa dice "Bar". Esto también ocurre con las tiendas, que en la versión japonesa se llaman "Drugstore" pero en la americana se conocen como "Shop" (aunque en algunas aparece como "Drugs"). Esto se debe a que las normas de Nintendo of America impedían toda forma de referencia a bebidas alcohólicas, drogas o temas relacionados con el licor.

- Los sprites de los integrantes del Happy Happyism no llevan un pompón blanco en la punta de su gorro en la versión japonesa. Sin embargo, en la americana sí la tienen. Igualmente, en la versión japonesa dichos enemigos tienen las letras HH en el gorro, pero no en la americana. Esto fue cambiado para diferenciarlos del Ku Klux Klan.

- En la escena donde Ness acompaña a Pokey y su hermano menor a su casa, su padre los lleva al segundo piso del domicilio. En la versión japonesa se puede oír un sonido de un golpe fuerte. En la americana se reemplazó poniéndolo como un regaño.

- Uno de los integrantes de la banda Runaway Five tiene la chaqueta de color negro en la versión japonesa, mientras que en la americana la tiene roja. Así mismo, el grupo era llamado "Runaway Brothers" en japonés. Estas medidas fueron tomadas para evitar problemas legales con los Blues Brothers.

- En diversas zonas hay una estatua con forma de lápiz en la versión americana. En la japonesa, las estatuas tienen forma de pulpo.

- Existe un enemigo sin usar en el código del juego llamado Dirty Cop, que significa literalmente "Policía Sucio".

- La tienda de Fourside se llama Department en la versión japonesa, pero en la americana es conocida como Dept Store.

- La pantalla de título se llama Giygas Strikes Back en la versión japonesa, mientras que en la americana se denomina The War Against Giygas.

- Existen unos camiones rojos que tienen como eslogan la palabra Come en letras blancas en la versión japonesa. En la americana tiene a una pequeña persona dibujada. Esto se debe a que se quiso evitar posibles problemas legales con Coca-Cola Company.

- La ciudad de Threed se llama Threek en la versión japonesa del juego. De nuevo, es posible que fuera hecho para eliminar posibles sugerencias al Ku Klux Klan por leer el nombre como "Three K" - "tres K".